# عملیات بلگراد
عملیات بلگراد (صربی: Београдска операција) یک عملیات نظامی در طول جنگ جهانی دوم در یوگسلاوی بود که در آن بلگراد از طریق تلاش‌های مشترک پارتیزان‌های یوگسلاوی ارتش سرخ شوروی و بلغارستان از ورماخت آلمان آزاد شد.